# Alice Sotero
Alice Sotero (Asti, 28 de maio de 1991) é uma pentatleta italiana. 

## Carreira
Sotero representou seu país nos Jogos Olímpicos de Verão de 2016, terminando na sétima colocação.